# GC Mascara
GC Mascara is een Algerijnse voetbalclub uit Mascara. 

## Geschiedenis
De club werd opgericht in 1924 als Gallia Club de Mascara door moslims in de stad om zo te concurreren met Avant-Garde Sportive de Mascara, de club van de Franse kolonisten. De club werd echter pas in 1925 erekend omdat volgens de wet er in moslimclubs ook een Europese speler moest toegelaten worden. 
Na de Algerijnse onafhankelijkheid werd de naam Gallia Club gewijzigd in Ghali Club. In 1972 werd de club kampioen in de tweede klasse en promoveerde zo voor het eerst naar het hoogste niveau, waar de club meteen weer uit degradeerde. In 1977 werd de naam gewijzigd in Ghali Chabab Baladiat Mascara  (GCB Mascara). Twee jaar later werd Baladiat gewijzigd in Raï (GCR Mascara). Dat jaar promoveerde de club ook weer naar de hoogste klasse. Na een zesde plaats eindigde de club enkele jaren in de middenmoot en werd dan in 1984 landskampioen. In de beker der kampioenen bereikte de club de kwartfinale, waarin ze verloren van het Zaïrese AS Bilima. Na dit seizoen werd de club opnieuw een middenmoter en in 1987 degradeerde de club alweer. Dat jaar werd terug de oude naam aangenomen. 
In 1990 zakte de club zelfs verder weg naar de derde klasse, maar kon wel na één seizoen terugkeren. In 1994 werd de club kampioen, maar kon het behoud niet verzekeren, evenals in 1998-1999 en 2004-2005. In 2006 volgde zelfs een tweede degradatie op rij en in 2010 zakte de club zelfs naar de vierde klasse. De club promoveerde daar wel meteen en na vijf kaar promoveerde de club in 2016 ook weer naar de tweede klasse. In 2018 degradeerde de club door naar de derde klasse.

## Erelijst
Landskampioen
1984
USM Annaba ·
RC Arbaâ ·
OM Arzew · 
JSM Béjaïa · 
MO Béjaïa ·
A Bou Saâda ·
MC El Eulma ·
USM El Harrach ·
AS Khroub ·
Olympique Médéa ·
ASM Oran ·
RC Relizane ·
MC Saïda ·
JSM Skikda ·
DRB Tadjenanet ·
WA Tlemcen